# أولكسندر هورشكوفوزوف
أولكسندر أوليهوفيتش جورشكوفوزوف (الأوكراني: Олександр Олехович Горшковозов ؛ مواليد 18 يوليو 1991 ، في لوهانسك) لاعب غطس أوكراني.